# Hal Barwood
Hal Barwood é um designer e produtor de jogos norte-americano, mais conhecido por seu trabalho nos jogos de Indiana Jones.
Nascido em Hanover, New Hampshire, estudou arte na Brown University e depois na Escola de Cinema e Televisão da Universidade do Sul da Califórnia, onde ele conheceu e se tornou amigo de George Lucas.
Ele depois trabalhou como roteirista, produtor e diretor na LucasArts. Ele é provavelmente mais conhecido como o líder e co-designer do projeto do jogo de aventura Indiana Jones and the Fate of Atlantis, de 1992. Em agosto de 1999, a revista PC Gamer o classificou como um dos melhores 25 designers de vídeo-games dos Estados Unidos.
De 2008 a 2009, ele foi o designer principal do jogo de aventura "Mata Hari", desenvolvido pelo estúdio alemão Cranberry Production.

## Filmografia
- The Great Walled City of Xan (1970) roteirista, produtor e diretor (curta-metragem)
- The Sugarland Express (1974) história e roteiro
- The Bingo Long Traveling All-Stars & Motor Kings (1976) roteirista
- Close Encounters of the Third Kind (1977) ator
- MacArthur (1977) roteirista
- Corvette Summer (1978) roteirista e produtor
- Dragonslayer (1981) roteirista e produtor
- Warning Sign (1985) roteirista, produtor e diretor

## Ludografia
- Indiana Jones and the Fate of Atlantis (1992) líder do projeto
- Indiana Jones and The Fate of Atlantis: The Action Game (1992)
- Big Sky Trooper (1995) designer e líder do projeto
- Indiana Jones and His Desktop Adventures (1996) líder do projeto
- Indiana Jones and the Infernal Machine (1999) roteirista e designer
- RTX Red Rock (2003) designer, roteirista e diretor
- ZenGems (2007) co-designer
- Mata Hari (2008) co-roteirista e co-designer (juntamente com Noah Falstein)